# École normale d'instituteurs de Vesoul

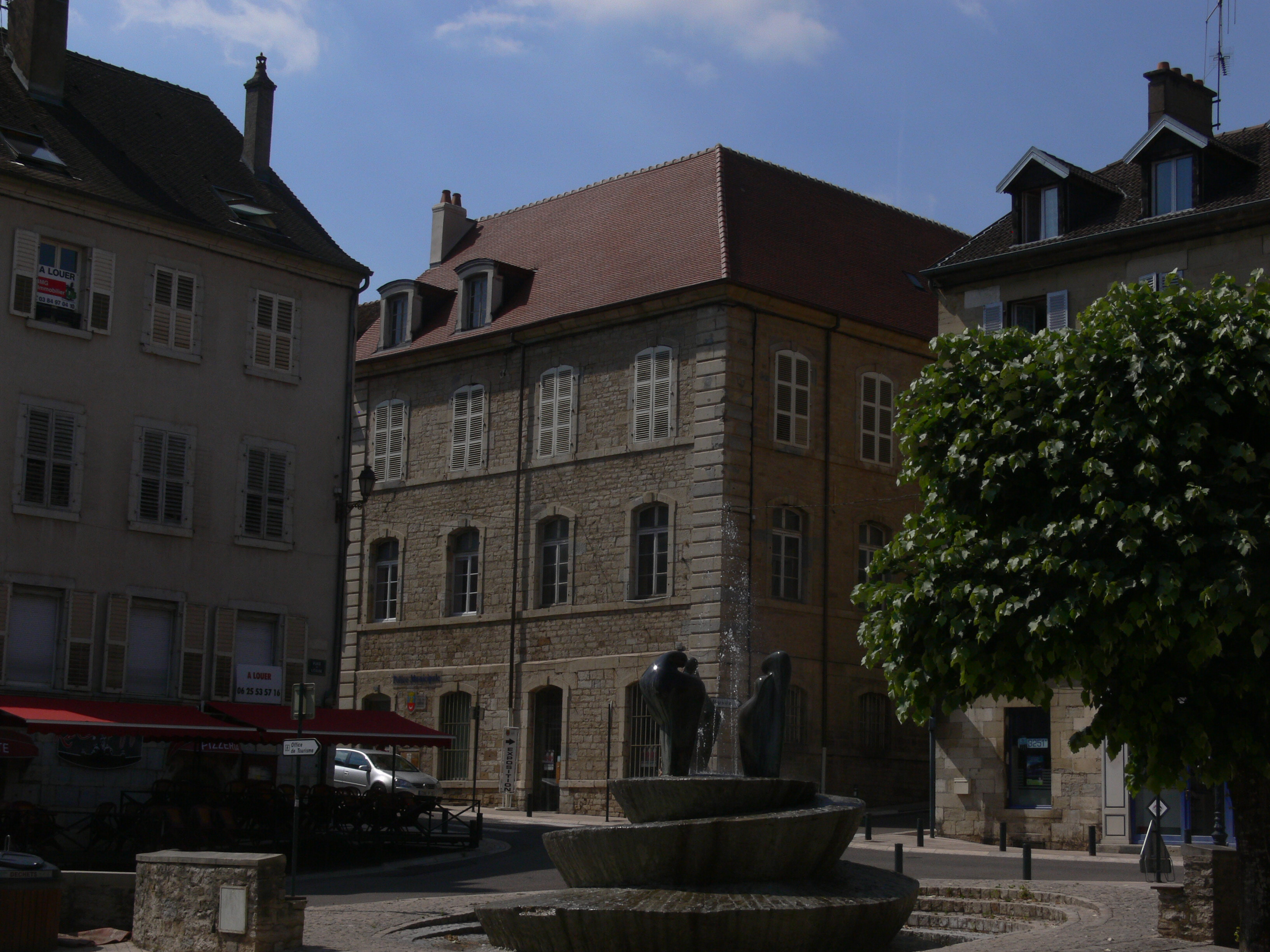
L'école normale des instituteurs prit ses quartiers dans l'ancien couvent des Ursulines

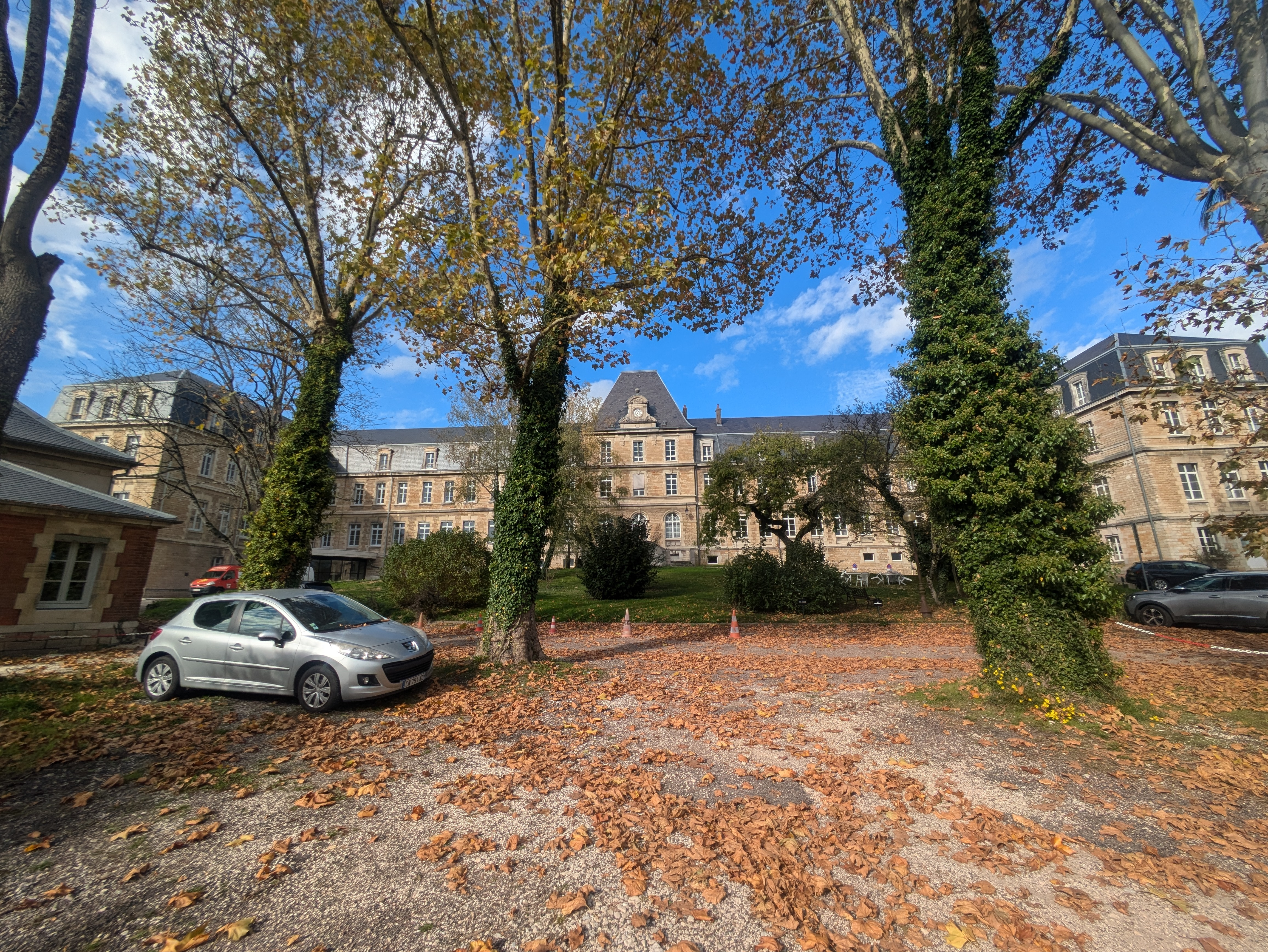
L'école normale des institutrices logea dans ce bàtiment construit en 1883 actuellement occupée par la Direction des Services Départementaux de l'Éducation nationale de la Haute-Saône.

L'École normale d'instituteurs de Vesoul est une école de formation des instituteurs de l'enseignement primaire créée en 1834. Bien que disparue en 1991, elle fut en substance remplacée par l'institut universitaire de formation des maîtres (IUFM) de Vesoul (1991-2013) puis par l'institut national supérieur du professorat et de l'éducation (INSPE) de Vesoul (depuis 2013).

## Histoire
L'école normale d'instituteurs de Vesoul ouvra ses portes en 1834.
L'école normale d'institutrices de Vesoul n'ouvra que cinquante ans plus tard, en 1884. Elle logea dans un vaste bâtiment construit en 1883 situé à proximité des prisons.

## Personnalités de l'école

### Liste des directeurs
Le premier directeur prit ses fonctions le 1er mai 1834.
- Morel : mai 1834 à octobre 1835
- Perney : octobre 1835 à juin 1841
- Olivier : juillet 1841 à avril 1846
- Béliard : avril 1846 à septembre 1846
- Vitot : septembre 1846 à décembre 1846
- Révol : décembre 1846 à mars 1853
- Vitot : mars 1853 à juin 1861
- Labrunerie : juin 1861 à octobre 1863
- Fontes : octobre 1863 à janvier 1864
- Gricourt : janvier 1864 à janvier 1868
- Vereier-Lemercier : janvier 1864 à octobre 1869
- Cordier : octobre 1869 à mai 1873
- Mougel : mai 1873 à octobre 1880
- Porst : octobre 1880 à octobre 1880 (1 mois)
- Gence : octobre 1880 à octobre 1883
- Vallée : octobre 1883

### Anciens professeurs
- Paul Fahy (1922-2012), éducateur et enseignant
- Georges Fréset (1894-1975), peintre

### Anciens élèves
- Georges Livet (1916-2002), historien
- Gustave Malcuit (1882-1960), botaniste